# Lajos Tihanyi
Lajos Tihanyi (født 29. oktober 1885 i Budapest, Østrig-Ungarn; død 11. juni 1938 i Paris) var en ungarsk maler.
Tihanyi var 1903-05 elev på en tegneskole i Budapest; han besøgte 1907, 1908 og 1909 en kunstnerkoloni i Nagybánya (Baia Mare) uden dog at tilhøre den. Han rejste også til Paris, hvor han blev påvirket af Paul Cézanne og fauvismen.
Som medlem af den ungarske kunstnergruppe A Nyolcak, 'De otte' deltog han i deres udstillinger 1909, 1911 og 1912. Han var blevet døv som elleve-årig og deltog derfor ikke i 1. verdenskrig, men opholdt sig i Budapest.
Fordi han 1919 støttede Den ungarske sovjetrepublik (rådsrepublik), måtte han flygte, først til Wien, dernæst Berlin for 1924 at slå sig ned i Paris, hvor han stiftede bekendtskab med blandt andre Tristan Tzara og Marc Chagall.
I 1929 besøgte han USA og havde værker i en gruppeudstilling på Brooklyn Museum.
Fra 1932 var han medlem af kunstnergruppen Abstraction-Création.
| - Selvportrætter - Ca. 1910 - 1911 - 1912 - Ca. 1915 - 1917 - 1920, selvportræt - 1920 - 1920 - Ca. 1932. Kul på papir - Uden dato - Uden dato - Uden dato |

| - Værker af Lajos Tihanyi - Badende, 1907 - En gade i Nagybánya, 1908 - Pont Saint-Michel i Páris, 1908 - Akt, nøgenstudie, udateret - Akt, 1912 - Portræt af György Bölöni, 1912. Ungarsk forfatter, journalist - Sommer i Szécsénykovácsi, 1913 (Banská Bystrica i det sydlige Slovakiet) - Nøgenstudie, 1917 |

| - Endre Ady, 1918. Ungarsk digter - Sándor Márai, 1924. Ungarsk forfatter - Stilleben med flaske og glas, 1926-28 - Portræt af Tristan Tzara, 1927 - Underholdning, 1928 Chatting - Kvinde i rødt på grøn baggrund, 1929 - Uden titel, 1933 |